# Garrett Scantling
Garrett Scantling (Jacksonville, 19 maggio 1993) è un multiplista statunitense, specializzato nell'eptathlon e nel decathlon.

## Biografia
Ha studiato pianificazione e servizi finanziari presso l'Università della Georgia e successivamente ha lavorato come consulente finanziario. 
Ai trials olimpici statunitensi del 2016 si è classificato quarto nel decathlon ed ha mancato la qualificazione ai Giochi olimpici estivi di Rio de Janeiro 2016.
Nel 2019 ha lasciato il suo lavoro nella finanza a Jacksonville e si è trasferito andato ad Athens, in Georgia, dal suo ex allenatore, Petros Kyprianou, per concentrarsi nuovamente sul decathlon. 
Nel gennaio 2020 a Lexington, alla prima competizione indoor ha segnato il suo record personale di eptathlon con 6 110. Poche settimane dopo ha realizzato un nuovo record personale di 6 209 che gli ha consentito di vincere i Campionati indoor statunitensi ad Annapolis.
Ha rappresentato gli Stati Uniti alle Olimpiadi di Tokyo 2020, classificandosi quarto nel decathlon grazie al punteggio di 8 611 punti.
Nel novembre 2022 l'USADA, l’agenzia antidoping statunitense, ha reso noto di avergli comminato la squalifica di tre anni per violazioni e manomissioni delle regole antidoping: gli è attribuita la responsabilità di essersi sottratto per tre volte ai test antidoping nell'arco di 12 mesi, nonché di aver falsificato una e-mail per giustificare sua terza assenza. La squalifica è stata comminata nonostante tra la prima e la terza violazione, sia stato sottoposto ai test in nove occasioni.

## Palmarès
| Anno | Manifestazione  | Sede       | Evento    | Risultato | Prestazione | Note                                     |
| ---- | --------------- | ---------- | --------- | --------- | ----------- | ---------------------------------------- |
| 2012 | Mondiali U20    | Barcellona | Decathlon | dnf       | dnf         |                                          |
| 2021 | Giochi olimpici | Tokyo      | Decathlon | 4º        | 8 611 p.    | Miglior prestazione personale stagionale |
| 2022 | Mondiali indoor | Belgrado   | Eptathlon | dnf       | dnf         |                                          |